# Río Preto da Eva
El río Preto da Eva es un corto río amazónico brasileño, un afluente de la margen norte (izquierda) del río Amazonas. Discurre íntegramente en el estado de Amazonas.

## Geografía
El río Preto da Eva es un corto río que discurre por el municipio brasileño del mismo nombre, Río Preto da Eva (5.813,2 km² y 22.629 hab. en 2007). Desagua entre el río Negro y el río Urubu.
- Datos: Q427953